# Amerikasjön
Amerikasjön är en sjö i Arboga kommun i Närke och ingår i Norrströms huvudavrinningsområde.
Sjön ligger inom naturreservatet Amerika.